# Liviu Voinea
Liviu Voinea (n. 26 iunie 1975, București, România) este director executiv adjunct în cadrul Băncii Mondiale începând cu 1 martie 2024. În perioada august 2019 - august 2023 a fost reprezentantul României la Fondul Monetar Internațional în funcția de Senior Advisor al Directorului Executiv al FMI. În această calitate a fost membru al Comitetului Executiv al Fondului Monetar Internațional. În perioada octombrie 2014 - august 2019 a ocupat funcția de viceguvernator al Băncii Naționale a României. A fost ministru delegat pentru buget în perioada decembrie 2012 - august 2014. În calitate de viceguvernator al BNR a participat la întâlnirile Comitetului Economic și Financiar (EFC) și ale Comitetului European pentru Risc Sistemic (CERS). A fost reprezentantul României în Grupul de Lucru la Nivel Înalt privind Tratamentul Expunerilor Suverane. Este profesor de Economie Internațională și Macroeconomie în cadrul Academiei de Studii Economice - Facultatea de Relații Internaționale începând cu anul 2013. 

## Educație
Liviu Voinea a absolvit Facultatea de Relații Internaționale din cadrul Academiei de Studii Economice. Are un Master în Administrarea Afacerilor de la Stockholm University, School of Business. În anul 2000, Liviu Voinea a obținut doctoratul în economie, Facultatea de Economie, Academia de Studii Economice.

## Premii
A obținut premiul „Virgil Madgearu” pentru economie al Academiei Române în anul 2007, pentru cartea Corporațiile transnaționale și capitalismul global.

## Activitate politică
Între 16 mai 2012 - 21 decembrie 2012, Liviu Voinea a fost secretar de stat în  cadrul Ministerului Finanțelor Publice. Ulterior, a devenit ministru delegat pentru buget (între 21 decembrie 2012 și 27 august 2014).
În perioada în care a fost ministru delegat pentru buget, a participat la întâlnirile Consiliului pentru Afaceri Economice și Financiare (ECOFIN) din cadrul Consiliului Uniunii Europene.

## Conferințe (selecție)
- București, aprilie 2019, The EUROFI HIGH LEVEL SEMINAR 2019, panel AML-TF: improving supervision and detection <http://www.eurofi.net/wp-content/uploads/2019/04/PROGRAMME-BUCHAREST-WEB.pdf Arhivat în 31 mai 2019, la Wayback Machine.>
- Londra, martie 2019, discurs în cadrul Conference National Asset - Liability Management Europe 2019 Summit <https://www.bis.org/review/r190318d.htm>
- Londra, februarie 2019, Romania Investor Days, Wood & Company
- Indonezia, octobrie 2018, întâlnirea anuală FMI/BM
- Iordania, mai 2018, întâlnirea anuală a BERD
- Bruxelles, mai 2018, vorbitor la CEPS-IMF Spring 2018 Regional Economic Outlook Conference, "Europe – managing the upswing in uncertain times"<https://www.bis.org/review/r180605c.htm>
- Bruxelles, mai 2018, vorbitor la The ninth Debt Management Facility Stakeholder’s Forum Rising Tide of Debt: Risk, Resilience, Responsibility
- București, octombrie 2017, note discurs în cadrul conferinței "10 ani de la aderarea României la Uniunea Europeană http://www.bnro.ro/PublicationDocuments.aspx?icid=6885
- Washington, aprilie 2018, IMF/World Bank Spring Meeting
- Buenos Aires, martie 2018, BIS – G20 meeting for Central Banks
- Lisabona, septembrie 2017, “Trade-offs in modern central banking“ susținută în cadrul conferinței comune Banca Portugaliei - Banca Centrală Europeană privind managementul riscurilor în băncile centrale http://www.bnr.ro/PublicationDocuments.aspx?icid=6885
- Cluj-Napoca, septembrie 2017, “Macroeconomic disparities at regional level in Romania“, susținută în cadrul conferinței "Regional Polarisation and Unequal Development in CEE: Challenges for Innovative Space-based Policies" http://www.bnr.ro/PublicationDocuments.aspx?icid=6885
- Bruxelles, septembrie 2017, “Finance and housing in central and eastern europe: A demand-side approach“ susținută în cadrul Reuniunii Anuale Bruegel http://www.bnr.ro/PublicationDocuments.aspx?icid=6885
- București, august 2017, "România în zona euro: când și cum?" Prezentare susținută în cadrul Reuniunii Anuale a Diplomației Române, http://www.bnr.ro/PublicationDocuments.aspx?icid=6885
- Nicosia, mai 2017, “Romania - Financial sector”, prezentare susținută în cadrul BERD http://www.bnr.ro/PublicationDocuments.aspx?icid=6885
- Washington, D.C., aprilie 2017, “Breaking the back of NPLs – the Romanian experience” susținută la FMI http://www.bnr.ro/PublicationDocuments.aspx?icid=6885
- București, mai 2016, Romania's Convergence: The Way Forward. Prezentare în cadrul conferinței FMI dedicate Raportului regional de primăvară pentru Europa Centrală, de Est și Sud-Est, http://www.bnr.ro/PublicationDocuments.aspx?icid=6885
- Johns Hopkins University – SAIS pe tema evoluțiilor economice din România, Washington D.C., noiembrie 2016
- Zurich, octombrie 2016, conferința “Politica monetară, reglementările macroprudențiale și inegalitatea”, organizată de Consiliul de politici economice (CEP) și Fondul Monetar Internațional (FMI)
- Washington, octombrie 2016, vorbitor la Seminarul Investitorilor JP Morgan
- Washington, octombrie 2016, întâlnirea anuală FMI/BM
- Viena, ianuarie 2016, vorbitor la Forumul Europei Centrale și de Est organizat de către Euromoney
- Lima, octombrie 2015, vorbitor la Seminarul Investitorilor JP Morgan
- St. Louis, septembrie 2015, conferința “Politica monetară și distribuția venitului și a bogăției”, organizată de către Rezerva Federală din St. Louis
- Washington, iunie 2015, A 15-a Conferință Internațională Anuală privind provocările politicilor din sectorul financiar, organizată de către Rezerva Federală/Banca Mondială/FMI
- Tbilisi, mai 2015, vorbitor la Forumul de afaceri BERD
- Washington, aprilie 2015, vorbitor la Seminarul investitorilor JP Morgan
- Zagreb, martie 2015, vorbitor la Institutul de Economie
- Viena, ianuarie 2015, vorbitor la Forumul Europei Centrale și de Est organizat de către Euromoney
- Varșovia, decembrie 2014, vorbitor la “Forumul de Politici pentru Noile State Membre” organizat de către FMI
- Varșovia, mai 2014, vorbitor la Institutul de Finanțe Internaționale (IIF), Conferința “Întâlnirea anuală a directorilor executivi din Europa Centrală și de Est”
- Washington, aprilie 2014, vorbitor la Seminarul investitorilor JP Morgan
- Viena, ianuarie 2014, vorbitor la Forumul Europei Centrale și de Est organizat de către Euromoney
- Vilnius, septembrie 2013, vorbitor la Forumul Financiar Eurofi
- Krynica, septembrie 2013, vorbitor la Forumul Economic
- Stockholm, septembrie 2012, vorbitor la Facultatea de Economie din Stockholm
- Berlin, februarie 2012, vorbitor la conferința “Care este Europa pe care o dorim?”, Fundația Friedrich Ebert Stiftung și Centrul Das Progressive
- Providence, New York, septembrie 2011, vorbitor – Universitatea Brown, Institutul Watson
- New Delhi, martie 2011, Conferința anuală IIF
- Paris, martie 2008, vorbitor la Forumul global de investiții OCDE
- Bruxelles, aprilie 2007, vorbitor la Centrul pentru Studii Politice Europene
- Budapesta, iunie 2006, vorbitor la Universitatea Europeană Centrală
- Conferințe anuale ale Academiei Europene de Afaceri Internaționale (București -2011,Porto -2010, Valencia -2009, Fribourg -2006, Ljubljana – 2004, Copenhaga – 2003)

## Lucrări publicate
- Voinea, L. et al., "One Hundred Years of Honesty: Recovering the Lost Memory of the Romanian Economy 1918-2018", Publica (2019), Kindle Edition, <https://www.amazon.com/One-Hundred-Years-Honesty-Recovering-ebook/dp/B07YCFTZMR>
- Voinea, L., “The post-crisis Phillips Curve and its policy implications: cumulative wage gap matters for inflation”, SUERF (2019), < https://www.suerf.org/policynotes/5397/the-post-crisis-phillips-curve-and-its-policy-implications-cumulative-wage-gap-matters-for-inflation.html Arhivat în 31 mai 2019, la Wayback Machine. >
- Voinea, L., “Explaining the post-crisis Phillips curve: Cumulated wage gap matters for inflation”, CEPS (2018), <https://www.ceps.eu/publications/explaining-post-crisis-philips-curve-cumulated-wage-gap-matters-inflation>
- Voinea, L., Lovin, H., Cojocaru, A., “The Impact of Inequality on the Transmission of Monetary Policy”, Journal of International Money and Finance (2017), Elsevier, vol. 85(C), pages 236-250,  <https://ideas.repec.org/a/eee/jimfin/v85y2018icp236-250.html>
- Voinea, L. (coord), “Un Veac de Sinceritate. Recuperarea memoriei pierdute a economiei romanesti 1918-2018”, Publica, 2018, <https://www.publica.ro/liviu-voinea-un-veac-de-sinceritate.html>
- Voinea, L., Alupoaiei,A., Dragu, F., Neagu, F., Capitolul: Adjustments in the balance sheets – is it normal, this “new normal”? din cadrul cărții "Debt Default and Democracy" 2018, (editori: Giuseppe Eusepi and Richard Wagener), Editura Edward Elgar, <https://www.e-elgar.com/shop/debt-default-and-democracy>
- Heemskerk, F., Voinea, L., Cojocaru, A., "Busting the Myth : The Impact of Increasing the Minimum Wage : The Experience of Romania" (English). Policy Research working paper; no. WPS 8632. Washington, D.C.: World Bank Group, <http://documents.worldbank.org/curated/en/293601540996755457/Busting-the-Myth-The-Impact-of-Increasing-the-Minimum-Wage-The-Experience-of-Romania>
- Voinea, L. “Revisiting Crisis Generators in Romania and other EU’s New Member States”, Review of International Political Economy, vol. 20, no.4, 2013, pp.979-1008
- Voinea, L., Mihăescu, F., “A contribution to the public-private wage inequality debate: the iconic case of Romania”, Economics of Transition, vol.20 (2), 2012, pg. 315-337
- Voinea, L., (co-editor), "New Policy changes for European Multinationals", Vol. 7 Progress in International Business Research, 2012, pg. 119-135 (Liviu Voinea, Flaviu Mihaescu, Andrada Busuioc, The Impact of Transaction Costs on Interest. Margins in the Romanian Banking Sector), and pg. 1-27 (Alain Verbeke, Rob van Tulder, Liviu Voinea, New Policy Challenges for European Multinationals: A Resource Bundling Perspective), pg. 467, Emerald, London
- Voinea, L., Mihăescu, F., “The impact of flat tax on inequality. The case of Romania”, Romanian Journal of Economic Forecasting vol. XII, no.4, 2009, pg.19-41,
- Voinea, L., The end of illussion economics: crisis and anti-crisis. A heterodox approach, Publica (in Romanian) 179 pg., 2009
- Voinea, L.  Stephan, L., “Market concentration and innovation in transnational corporations. Evidence from foreign affiliates in Central and Eastern Europe”, in Progress in international business research (eds: Tiia Vassak, Jorma Larimo), Vol. 4 Research on knowledge, innovation and internationalization, 2009, Emerald, London, pg. 207-224, 271 pg.
- Voinea, L., Mihăescu, F., “What Drives Foreign Banks to South East Europe?”, Transformations in business and economics, vol. 57, no 3(15), Supplement C, 2008, pg.107-122.
- Voinea, L., "Transnational corporations and global capitalism", Editura Polirom (în limba română), 198 pg., 2007
- Voinea, L., “Has CEFTA been a training ground for EU accession? The case of Romania”, International Journal of Trade and Global Markets, vol.1, no.1, 2007, pg.53-68,
- Voinea, L., “As Good as it Gets? FDI Dynamics and Impact in Romania” publicat în Foreign Direct Investment Policies in South East Europe, 2006, Jovancevic, R., Z.Sevic (Eds), pg.231-250, 329 pg., Greenwich University Press
- Voinea, L., “Specialization without change: foreign direct investment and Romania’s foreign trade” in New economists about Romania’s transition (coordinators: Mugur Isarescu, Daniel Daianu), pg.605-624, 624 pg., Enciclopedica (in Romanian), Collection “National Bank Library, 2003.